# ドラえもんのひみつ道具 (え)
ドラえもんのひみつ道具 (え) では、藤子・F・不二雄の漫画『ドラえもん』、『大長編ドラえもん』(VOL.1〜17)、藤子・F・不二雄のその他の著作に登場するひみつ道具のうち、読みが「え」で始まるものを列挙する。

## エアコンフォト
エアコンフォトは、「エアコンフォト」（てんとう虫コミックス『ドラえもんプラス』5巻に収録）に登場する。
ビデオカメラを模した道具。これで人を撮影すると写真が出て、この写真の周りの温度や匂いが被写体本人にも伝わる。たとえば写真を室内で毛布などで温めておくと、本人は雪の降る中を丸裸でいても平気になる。逆に写真が極端に暑い（／寒い）環境に置かれると、本人の周囲をいくら冷やして（／温めて）も写真の方の暑さ（／寒さ）に晒されてしまう。効力を取り消す方法は、写真を回収する以外にない。
似た機能の道具に「のろいのカメラ」がある。
丑の刻禍冥羅
ヨドバが登場する藤子・F・不二雄のSF短編の『丑の刻禍冥羅』において、似た性能を持つカメラが登場する。こちらは温度関係以外の刺激も写真を通して本人に伝わるところが異なり、ちょうど、上記の「のろいのカメラ」との中間の道具となる道具である。

## エアコンボール
エアコンボールは、『ドラえもん のび太の創世日記』に登場する。
野球ボール大の球状の機械。空中に浮かべて使用し、周囲の気温を調節することができる。小さいながら効果はてき面で、吹雪の中でも数秒で体が暖まる。

## エースキャップ
エースキャップは、「エースキャップ」（てんとう虫コミックス6巻に収録）に登場する。
野球帽を模した道具。着用者の投球能力を格段に上げ、思った通りの所へ物を投げることができるようになる。たとえ的と反対方向にボールを投げても、必ず標的に向かって飛んでいく。カーブやボール球等の変化球を投げたり緩急をつけることが出来るかは不明。また、自分自身を投げることも可能で、そうして移動手段として使うこともできる。特定の相手に向けて投げようとした場合、相手が視界内にいないばかりか居場所を知らなくても投げた物は相手の所に飛んで行く。
「大リーガーセット」には同名の類似品が含まれている。こちらのキャップはエンブレムが「P」、あちらは「A」とデザインが異なる他、能力も微妙に異なる。テレビアニメ第2作第2期では「A」とデザインされたエースキャップでは、あくまでもストライクゾーンにしか投げられない為、相手に見抜かれると打たれてしまうとされている。

## SLえんとつ
SLえんとつ（エスエルえんとつ）は、「SLえんとつ」（てんとう虫コミックス33巻に収録）に登場する。
SLの煙突を模した道具。煙突の中に石炭と水を入れると蒸気が噴出し、それを頭に乗せると、体中から力がみなぎり、SLのような力強いパワーが出る。SL同様に煤煙を排出することが欠点。

## SOSカプセル
SOSカプセル（エスオーエスカプセル）は、「流れ星ゆうどうがさ」（てんとう虫コミックス『ドラえもん プラス』5巻に収録）に登場する。
ドラえもんの道具ではなく、異星人の使う道具として登場する。地球上でも海上で漂流した人が手紙入りの瓶を流して助けを求めるように、宇宙で事故に遭って連絡のとりようがない場合、ビー玉のようなこの「SOSカプセル」にメッセージを込めてばら撒く。カプセルはワープを繰り返しつつ、拾ってくれる人に出逢うまで、宇宙空間をさまよい続ける。

## SOSはっしんき
SOSはっしんき（エスオーエスはっしんき）は、「無人島へ家出」（てんとう虫コミックス14巻に収録）に登場する。
「ピーピー」という音と共にSOS信号を発信し、これにより自分の位置を相手に教える道具。作中では最初は故障したと放置していたが、10年後に大人になりボタンを押したところドラえもんが受信して迎えに来た。ドラえもん側の受信手段の描写はなく、ドラえもんなどの未来のロボット自身に信号が届くのか専用の受信機があるのかは不明。

## エスキモー・エキス
エスキモー・エキスは、「エスキモー・エキス」（てんとう虫コミックス34巻に収録）に登場する。
哺乳瓶入りの液体。瓶の中には雪が降っている。飲んで「暑い」と言うと体感温度が3℃低くなる。ただし服用者本人が言わなくとも、周囲が「暑い」と言えば薬が感知して温度を下げてしまう。最悪の場合、服用者が凍り付いてしまう。
一度下がった体感温度と本来の温度との差を縮めることはできず、下がりすぎた温度差を元に戻すには薬の効果が切れるのを待つしかない（逆に「寒い」と言えば体感温度が上がるかというと、作中実際にのび太が言っているが上がった様子はない）。厚着や暖房で本来の温度を上げて体感温度を上げることは可能。

## エスパーぼうし
エスパーぼうしは、「エスパーぼうし」（てんとう虫コミックス7巻に収録）、「エスパースネ夫」（同31巻に収録）に登場する。
先端に人指し指を突き出した手が付いた帽子。被ることで、3つの超能力が使えるようになる。ドラえもんによれば練習しないと使いこなすことはできないとのことだが、偶然ネコが被ったときは焼き魚を引き寄せている。テレビアニメ第2作第2期では、ドラえもんが「これを使えば誰でも簡単にエスパーに」と言っている。
使える超能力は以下の通り。
念力（テレキネシス）
物を浮かせて操る。のび太は当初、灰皿や座布団で精一杯だったが、練習後はジャイアン達を浮かせて操るまでに使いこなしている。
瞬間移動（テレポーテーション）
自分を別の場所に移動させる。のび太が使用した際はトイレの便器を引き寄せたり、服だけ瞬間移動する等、失敗ばかりだった。
透視（クレヤボヤンス）
壁などの障害物を透かして見る。数百メートル先のものが見えたり、手品のタネまでも透かして見る事が出来る。のび太はすぐに使いこなしている。

## XYZ線カメラ
XYZ線カメラ（エックスワイゼットせんカメラ）は、「XYZ線カメラ」（てんとう虫コミックス10巻に収録）に登場する。
このカメラで撮影すると、その物の内部を透かした写真が撮影できる。また、人を撮影した場合はその人の裸が写る。

## エッグハウス
エッグハウスは、『ドラえもん のび太のねじ巻き都市冒険記』に登場する。
「タマゴコピーミラー」で無数に増やした卵を安置するための建物。それ自体が巨大な卵の形をしている。人工孵化機のように巨大な電灯で卵を温め、孵化させる。誤って作ったコピーを本物と融合させる「タマゴ逆転装置」も設置されている。

## N・Sワッペン
N・Sワッペン（エヌエスワッペン）は、「N・Sワッペン」（てんとう虫コミックス2巻に収録）に登場する。
磁石のように引き合ったり反発し合ったりする性質を持つワッペン。それぞれ「N」「S」の字が書かれた円形ワッペンで、これを人に貼ると、同じマーク同士は反発し合い、違うマーク同士はくっつき合う。このワッペンは普通、簡単にはがせるが、時折はがせないときもある。

## エネルギー節約熱気球
エネルギー節約熱気球（エネルギーせつやくねつききゅう）は、「エネルギーせつやく熱気球」（てんとう虫コミックス『ドラえもんプラス』4巻に収録）に登場する。
熱気球の一種。球皮が直径目測2メートル程度しかない。バーナーはなく、ライターの炎程度で上昇できる。ゴンドラには2人程度が乗れる。「ブロージェット」を併用すれば水平方向に自由に動かすこともできるが、ライター自体の燃料が足りなくなるため長距離飛行には向かない。
劇中でライターの燃料が切れたため、のび太としずかはサメの餌になりかけたが、自分たちの服を燃やして裸で帰って来た。
1999年に千葉大学の飛び級入学試験において、「実現可能か」と問われた4つの道具のうちの1つである（他の3つはタケコプター、消光電球、望遠メガフォン）。

## 絵本入りこみぐつ
絵本入りこみぐつ（えほんはいりこみぐつ）は、 「しあわせな人魚姫」（てんとう虫コミックス19巻に収録）、｢のび太シンデレラ｣（同32巻に収録）、『ドラえもん のび太のドラビアンナイト』に登場する。
靴を模した道具。この靴を履いて絵本に触れると、その絵本の中の舞台に入ることができる。絵本の中の架空の世界に入った者は、物語を傍観するのみでなく、登場人物に話しかけるなどして話の流れに干渉することができ、干渉次第で物語の内容を変えることもできる（その話が載ったほかの本に影響するかは不明）。絵本の外（つまり漫画作品の現実世界）で本をバラバラにしたり、他の絵本とページを滅茶苦茶に重ねたりすると、絵本の世界も滅茶苦茶になる。絵本の世界から抜け出すには靴を両足に履いている必要があり、靴を片方でもなくすと出られなくなる。また、靴を両足に履いた状態であれば、空を飛んだり、水中で呼吸する事が出来る。因みに現実世界から絵本の世界に入った際、その絵本の世界の空から出てくる。戻る時は絵本の世界の空に上がると、現実世界に戻れる。
『のび太のドラビアンナイト』では、実話を元にした絵本の中に入った結果、現実の過去の世界に出てしまっている。
歴史の本はいりこみぐつ
『ドラえもんの社会科おもしろ攻略 日本の歴史15人 はじめの一歩はこの人から!』に登場する。効果は使用できる本の範囲が異なる事以外は同様だが、誤って逆さに本に被せてしまった際、逆に本に記された歴史上の人物が、現実世界に実体化する事となった。

## エラ・チューブ
エラ・チューブは、「海底ハイキング」（てんとう虫コミックス4巻に収録）、「ネッシーがくる」（同6巻に収録。なおこの作品でのみ「エラチューブ」表記）、「無人島の作り方」（同9巻に収録）に登場する。
外見はコルク栓に似る。このチューブを鼻の穴に詰めて使用すると、魚のえらのように水から酸素を取り出せるようになり、水中でも呼吸できるようになる。
ドラミの持つ「海底ハイキングセット」の中の1つとして初登場したが、それより後では単体で用いられる。

## エレベーター・プレート
エレベーター・プレートは、「エレベーター・プレート」（てんとう虫コミックス37巻に収録）に登場する。
このプレートの上に乗り、プレートの端についているダイヤルで階数を指定すると、プレートが人を乗せたまま、エレベーターのように建物の階数の位置まで上下する。さらにプレートの位置に見えない床ができ、プレートから降りてもそのまま空中を歩くことができる。ただし、見えない床に乗ることができるのは、プレートに乗っていた者のみ。
プレートから遠く離れてしまった場合に備え、プレートを手元へ引き寄せるためのリモコンも用意されている。

## エレベート・ボタン
エレベート・ボタンは、「エレベート・ボタン」（てんとう虫コミックススペシャル『ドラえもん カラー作品集』4巻に収録）、映画『ぼくの生まれた日』に登場する。
リモコンのような機械。エレベーターの操作盤のようなボタンが付いており、ボタンを押すと、見えないエレベーターに乗ったかのように体が宙へと上昇する。その高さの位置に目に見えない床ができ、空中を自在に歩くことができる。見えない床を歩けるのは、ボタンを押した本人、およびボタンを押したときにその本人に触れていた者のみ。もちろん1階のボタンを押せば、いつでも地面に降りられる。
映画『ぼくの生まれた日』では、この道具にアンテナが付いており、ボタン操作した本人は上下せず、アンテナを向けた者が上下するよう設定が変更されていた。
よく似た道具に「エレベーター・プレート」がある。

## 遠写かがみ
遠写かがみ（えんしゃかがみ）は、「かがみでコマーシャル」（てんとう虫コミックス14巻に収録。「遠写かがみ」表記）、「週刊のび太」（同17巻に収録）に登場する。
この鏡に何かを映すとその映像を遥か遠くの鏡、あるいは鏡のように光を反射する物（水たまりでも可）に映すことができる。映す範囲は家内から町中まで調節可能で、同じ場面を長時間映すこともできる。
ドラえもんは使い道が見つからないと話していたが、実際には作中でもそうされていた通り、コマーシャルに絶大な効力を発揮できる道具である。
テレビアニメ第2作第2期「剛田、いつ？」（2021年3月27日放送）では、ドラえもんたちが住んでいる町だけに留まらず、海外（作中ではアラビア）まで効果が及んでいた。